# Jabou Jawo
Jabou Jawo (* 18. April 1962 in Bathurst) ist eine Leichtathletin aus dem westafrikanischen Staat Gambia, die sich auf die Kurzstrecke spezialisiert hat. Sie nahm an zwei Olympischen Spielen teil.

## Olympia 1984
Jabou Jawo nahm bei den Olympischen Sommerspielen 1984 in Los Angeles an zwei Wettbewerben teil:
- Im Wettbewerb 100-Meter-Lauf war sie im ersten Vorlauf der dritten Gruppe zugeteilt. Sie lief die Strecke in 12,10 Sekunden und wurde Siebte, sie qualifizierte sich damit nicht für die nächste Runde.
- Im Wettbewerb 4-mal-100-Meter-Staffel lief sie zusammen mit Amie N'Dow, Victoria Decka und Georgiana Freeman. Jawo lief als Erste der Staffel, die im Vorlauf mit 47,18 s Letzte wurde und sich damit nicht für das Finale qualifizieren konnte.

## Olympia 1988
Jabou Jawo nahm bei den Olympischen Sommerspielen 1988 in Seoul an einen Wettbewerb teil:
- Im Wettbewerb 100-Meter-Lauf war sie im ersten Vorlauf der dritten Gruppe zugeteilt. Sie lief die Strecke in 12,27 Sekunden und wurde Achte, sie qualifizierte sich damit nicht für die nächste Runde.

## Persönliche Bestzeiten
- 100 Meter: 12,10 s (4. August 1984 Los Angeles)
- 200 Meter: 24,89 s (11. August 1987 Nairobi)